# Wahlkreis Leipzig Land 1
Der Wahlkreis Leipzig Land 1 (Wahlkreis 21) ist ein Landtagswahlkreis in Sachsen.
Er umfasst die Städte Borna, Frohburg, Geithain, Kitzscher, Regis-Breitingen und Rötha sowie die Gemeinde Neukieritzsch und damit einen Teil des Landkreises Leipzig. Bei der letzten Landtagswahl (im Jahr 2019) waren 50.405 Einwohner wahlberechtigt.
Zu den Wahlen 1994 bis 2009 trug der Wahlkreis den Namen „Leipziger Land 1“ und hatte die Wahlkreisnummer 23. Zur Landtagswahl 2014 wurde der Name an die in der Kreisreform 2008 geänderten Landkreise angepasst. Der Wahlkreis behielt aber seine Nummer.

## Wahl 2024
Die Landtagswahl 2024 führte zu folgendem Ergebnis:
| Direktkandidat               | Partei              | Erststimmen in % | Zweitstimmen in % |
| ---------------------------- | ------------------- | ---------------- | ----------------- |
| Georg-Ludwig von Breitenbuch | CDU                 | 38,4             | 32,8              |
| Edgar Naujok                 | AfD                 | 37,6             | 33,8              |
| Michael Neuhaus              | Die Linke           | 4,7              | 2,8               |
| Christian Müller             | GRÜNE               | 1,6              | 1,9               |
| Susan Göbel                  | SPD                 | 6,5              | 7,8               |
| Jonas Siegert                | FDP                 | 1,1              | 0,6               |
| Jörg Zetzsche                | Freie Wähler        | 8,4              | 4,2               |
| –                            | Die Partei          | –                | 0,6               |
| –                            | Piraten             | –                | 0,1               |
| –                            | ÖDP                 | –                | 0,1               |
| –                            | BüSo                | –                | 0,1               |
| –                            | Tierschutz hier!    | –                | 1,0               |
| –                            | dieBasis            | –                | 0,1               |
| –                            | Bündnis C           | –                | 0,1               |
| –                            | Bündnis Deutschland | –                | 0,3               |
| –                            | BSW                 | –                | 11,4              |
| Michael Mende                | Freie Sachsen       | 1,0              | 2,3               |
| –                            | V-Partei3           | –                | 0,1               |
| –                            | WU                  | –                | 0,1               |
| Dominic Görke                | PdF                 | 0,7              | –                 |

## Wahl 2019
Vorläufiges Ergebnis der Landtagswahl am 1. September 2019 im Wahlkreis 23 – Leipzig Land 1:
(Ergebnisse in Prozent)
| Direktkandidat               | Partei               | Direktstimmen | Listenstimmen |
| ---------------------------- | -------------------- | ------------- | ------------- |
| Georg-Ludwig von Breitenbuch | CDU                  | 34,9          | 35,3          |
| Enrico Stange                | Die Linke            | 11,4          | 10,0          |
| Oliver Urban                 | SPD                  | 10,3          | 9,7           |
| Frank May                    | AfD                  | 29,7          | 29,0          |
| Gerd Lippold                 | GRÜNE                | 4,4           | 4,0           |
| –                            | NPD                  | –             | 0,5           |
| Stefan Görnitz               | FDP                  | 3,5           | 3,4           |
| Falk Noack                   | Freie Wähler         | 5,9           | 3,6           |
| –                            | Tierschutz           | –             | 1,6           |
| –                            | Piraten              | –             | 0,2           |
| –                            | Die PARTEI           | –             | 0,9           |
| –                            | BüSo                 | –             | 0,0           |
| –                            | ADPM                 | –             | 0,1           |
| –                            | Blaue #TeamPetry     | –             | 0,6           |
| –                            | KPD                  | –             | 0,1           |
| –                            | ÖDP                  | –             | 0,1           |
| –                            | Die Humanisten       | –             | 0,1           |
| –                            | PDV                  | –             | 0,1           |
| –                            | Gesundheitsforschung | –             | 0,7           |

| Wahlberechtigte | 50.405 |
| Wahlbeteiligung | 60,9 % |

## Wahl 2014
Amtliches Endergebnis der Landtagswahl am 31. August 2014 im Wahlkreis 23 – Leipzig Land 1:
(Ergebnisse in Prozent)
| Direktkandidat               | Partei          | Direktstimmen | Listenstimmen |
| ---------------------------- | --------------- | ------------- | ------------- |
| Georg-Ludwig von Breitenbuch | CDU             | 41,7          | 43,0          |
| Enrico Stange                | Die Linke       | 20,2          | 19,3          |
| Oliver Urban                 | SPD             | 15,7          | 13,5          |
| Andy Krummsdorf              | FDP             | 2,9           | 3,1           |
| Gerd Lippold                 | GRÜNE           | 2,3           | 2,5           |
| Manuel Tripp                 | NPD             | 5,6           | 6,0           |
| –                            | Tierschutz      | –             | 0,9           |
| Sören Skalicks               | Piraten         | 0,8           | 0,6           |
| –                            | BüSo            | –             | 0,1           |
| –                            | DSU             | –             | 0,1           |
| Frauke Petry                 | AfD             | 10,8          | 9,9           |
| –                            | pro Deutschland | –             | 0,1           |
| –                            | Freie Wähler    | –             | 0,8           |
| –                            | Die PARTEI      | –             | 0,3           |

| Wahlberechtigte | 52.618 |
| Wahlbeteiligung | 45,4 % |

## Wahl 2009
Amtliches Endergebnis der Landtagswahl am 30. August 2009 im Wahlkreis 23 – Leipziger Land 1:
(Ergebnisse in Prozent)
| Direktkandidat               | Partei          | Direktstimmen | Listenstimmen |
| ---------------------------- | --------------- | ------------- | ------------- |
| Georg-Ludwig von Breitenbuch | CDU             | 40,2          | 43,9          |
| Enrico Stange                | Die Linke       | 20,3          | 20,6          |
| Oliver Urban                 | SPD             | 20,2          | 14,4          |
| Gerd Fritzsche               | NPD             | 5,6           | 5,6           |
| Anja Jonas                   | FDP             | 7,7           | 6,9           |
| Sebastian Thurm              | GRÜNE           | 2,7           | 2,7           |
| –                            | Tierschutz      | –             | 2,0           |
| –                            | PBC             | –             | 0,2           |
| –                            | BüSo            | –             | 0,1           |
| –                            | DSU             | –             | 0,1           |
| –                            | REP             | –             | 0,2           |
| Silvia Glownia               | Freie Sachsen   | 3,3           | 2,1           |
| –                            | FP Deutschlands | –             | 0,0           |
| –                            | Humanwirtschaft | –             | 0,0           |
| –                            | Piraten         | –             | 1,0           |
| –                            | SVP             | –             | 0,2           |

| Wahlberechtigte | 51.839 |
| Wahlbeteiligung | 48,6 % |

## Wahl 2004
Amtliches Endergebnis der Landtagswahl am 19. September 2004 im Wahlkreis 23 – Leipziger Land 1:
(Ergebnisse in Prozent)
| Direktkandidat      | Partei     | Direktstimmen | Listenstimmen |
| ------------------- | ---------- | ------------- | ------------- |
| Rolf Jähnichen      | CDU        | 46,8          | 41,9          |
| Günter Kolbusa      | PDS        | 29,8          | 24,9          |
| Rolf Gansauer       | SPD        | 11,4          | 10,9          |
| Sebastian Thurm     | GRÜNE      | 4,1           | 2,7           |
| –                   | NPD        | –             | 10,1          |
| Hans Hendrik Dehlow | FDP        | 8,0           | 4,6           |
| –                   | DSU        | –             | 0,8           |
| –                   | PBC        | –             | 0,4           |
| –                   | GRAUE      | –             | 0,6           |
| –                   | BüSo       | –             | 0,3           |
| –                   | AUFBRUCH   | –             | 0,5           |
| –                   | DGG        | –             | 0,4           |
| –                   | Tierschutz | –             | 1,8           |

| Wahlberechtigte | 54.435 |
| Wahlbeteiligung | 53,7 % |

## Wahl 1999
Amtliches Endergebnis der Landtagswahl am 19. September 1999 im Wahlkreis 23 – Leipziger Land 1:
(Ergebnisse in Prozent)
| Direktkandidat | Partei          | Direktstimmen | Listenstimmen |
| -------------- | --------------- | ------------- | ------------- |
| Rolf Jähnichen | CDU             | 55,0          | 56,9          |
| Barbara Radünz | SPD             | 14,4          | 12,9          |
| Frank Feldmann | PDS             | 25,5          | 22,5          |
| –              | GRÜNE           | –             | 1,4           |
| Kerstin Arndt  | FDP             | 2,0           | 0,7           |
| –              | BüSo            | –             | 0,2           |
| Roland Müller  | DSU             | 3,1           | 1,0           |
| –              | GRAUE           | –             | 0,2           |
| –              | REP             | –             | 1,2           |
| –              | FP Deutschlands | –             | 0,1           |
| –              | Pro DM          | –             | 1,4           |
| –              | KPD             | –             | 0,1           |
| –              | NPD             | –             | 1,1           |
| –              | FORUM           | –             | 0,2           |
| –              | PBC             | –             | 0,1           |

| Wahlberechtigte | 56.730 |
| Wahlbeteiligung | 57,0 % |

## Wahl 1994
Amtliches Endergebnis der Landtagswahl am 11. September 1994 im Wahlkreis 23 – Leipziger Land 1:
(Ergebnisse in Prozent)
| Direktkandidat    | Partei   | Direktstimmen | Listenstimmen |
| ----------------- | -------- | ------------- | ------------- |
| Rolf Jähnichen    | CDU      | 50,1          | 57,9          |
| Wolfgang Nowak    | SPD      | 21,0          | 20,2          |
| Heralt Zimmermann | FDP      | 3,6           | 1,4           |
| –                 | GRÜNE    | –             | 2,5           |
| –                 | DSU      | –             | 0,4           |
| –                 | REP      | –             | 1,0           |
| Hartmut Rüffert   | FORUM    | 3,7           | 1,4           |
| Botho Hopp        | PDS      | 14,4          | 14,8          |
| –                 | SP       | –             | 0,4           |
| Heinz Herzog      | FWG      | 6,2           | –             |
| Andreas Eidner    | Spörgler | 1,0           | –             |

| Wahlberechtigte | 56.983 |
| Wahlbeteiligung | 50,7 % |

## Bisherige Abgeordnete
Direkt gewählte Abgeordnete des Wahlkreises Leipzig Land 1 und seiner Vorgänger waren:
| Jahr | Name                         | Partei | Anteil der Direktstimmen |
| ---- | ---------------------------- | ------ | ------------------------ |
| 2019 | Georg-Ludwig von Breitenbuch | CDU    | 34,9 %                   |
| 2014 | Georg-Ludwig von Breitenbuch | CDU    | 40,2 %                   |
| 2009 | Georg-Ludwig von Breitenbuch | CDU    | 41,4 %                   |
| 2004 | Rolf Jähnichen               | CDU    | 46,8 %                   |
| 1999 | Rolf Jähnichen               | CDU    | 55,0 %                   |
| 1994 | Rolf Jähnichen               | CDU    | 50,1 %                   |

## Landtagswahlen 1990–2019
Die Ergebnisse der Landtagswahlen seit 1990 im Gebiet des heutigen Wahlkreises Leipzig Land 1 waren (Listenstimmen):
| Partei        | 1994 | 1999 | 2004 | 2009 | 2014 | 2019 |
| ------------- | ---- | ---- | ---- | ---- | ---- | ---- |
| CDU           | 57,9 | 56,9 | 41,9 | 43,9 | 43,0 | 35,3 |
| AfD           | -    | -    | -    | -    | 9,9  | 29,0 |
| PDS/Die Linke | 14,8 | 22,5 | 24,9 | 20,6 | 19,3 | 10,0 |
| SPD           | 20,2 | 12,9 | 10,9 | 14,4 | 13,5 | 9,7  |
| GRÜNE         | 2,5  | 1,4  | 2,7  | 2,7  | 2,5  | 4,0  |
| FDP           | 1,4  | 0,7  | 4,6  | 6,9  | 3,1  | 3,4  |
| NPD           | -    | 1,1  | 10,1 | 5,6  | 6,0  | 0,5  |
| Sonstige      | 3,2  | 4,5  | 4,8  | 5,9  | 2,9  | 8,1  |